# Наводнов, Владимир Григорьевич
Влади́мир Григо́рьевич Наво́днов (30 августа 1952, Саратовская область, СССР — 27 декабря 2023, Йошкар-Ола, Марий Эл, Россия) — советский и российский учёный, специалист в области оценки качества высшего образования. Президент группы компаний «Аккредитация», Президент Гильдии экспертов в сфере профессионального образования, доктор технических наук, профессор. Основатель научной школы «Математическое моделирование и управление в социальных и экономических системах». Заведующий кафедрой прикладной математики и информационных технологий, почётный профессор ФГБОУ ВО «Поволжский государственный технологический университет».
Генеральный секретарь Евразийской сети обеспечения качества образования, ЕСОКО (2004—2009). Член Международной профессорской ассоциации (1995). Член-корреспондент Академии информатизации образования (1997). Действительный член Российской академии естественных наук (1998). Заслуженный работник высшей школы РФ (1998). Заслуженный деятель науки Республики Марий Эл (2002). Почётный гражданин России (2009). Член-корреспондент Российской академии естествознания (2010). Награждён кубком «Победитель в области качества APQN» (2013). Удостоен специального именного письма Российского Императорского Дома Романовых (2015).

## Биография
В 1974 с отличием закончил Казанский государственный университет имени В. И. Ульянова-Ленина по специальности «Прикладная математика».
В 1983 под научным руководством кандидата физико-математических наук, доцента Грибанова Ю. И. защитил диссертацию на соискание учёной степени кандидата физико-математических наук по теме «Пространства векторнозначных и операторозначных функций и их применение к аналитическому представлению операторов» (специальность 01.01.01 — «математический анализ»).
В 1998 защитил диссертацию на соискание учёной степени доктора технических наук по теме «Оптимизация государственной аккредитации образовательных организаций на основе интегрированной системы концептуального моделирования и принятия решений» (специальности 05.13.12 — «системы автоматизации проектирования», 05.13.10 — «управление в социальных и экономических системах»).
С 1995 по 2009 являлся директором ФГБУ «Национальное аккредитационное агентство в сфере образования» («Росаккредагенство»). Один из основных разработчиков отечественной системы государственной и независимой аккредитации вузов.
С 2009 по 2022 был директором ведущего аккредитационного агентства России АНО «Национальный центр профессионально-общественной аккредитации» («Нацаккредцентр»).
С 2022 по настоящее время является Президентом Гильдии экспертов в сфере профессионального образования, Президентом группы компаний «Аккредитация» и Научным руководителем Национального центра профессионально-общественной аккредитации.

## Научная и педагогическая деятельность
Основные направления профессиональной научной деятельности:
- управление в социальных системах;
- системный анализ и математическое моделирование;
- концептуальное моделирование системы управления и оценки деятельности образовательных учреждений;
- технологии оценки качества в образовании;
- технологии аккредитации образовательных учреждений;
- оптимизация управления образованием.

Разработчик и научный руководитель проектов «Федеральный интернет-экзамен в сфере профессионального образования (ФЭПО)» (с 2005 г.), «Международные открытые Интернет-олимпиады» (с 2008 г.), «Лучшие образовательные программы инновационной России» (с 2010 г.), «Федеральный интернет-экзамен для выпускников бакалавриата (ФИЭБ)» (с 2015 г.), «Глобальные и национальные агрегированные рейтинги (с 2019)».
Автор свыше 300 научных работ.

## Избранная библиография
- Варенова Л. И., Куклин В. Ж., Наводнов В. Г. Рейтинговая интенсивная технология модульного обучения. — Центр разработки информационных технологий и методик. — МарПИ, 1993. — 67с.
- Мотова Г. Н., Наводнов В. Г., Куклин В. Ж., Савельев Б. А. Системы аккредитации за рубежом. — М. 1998. — 180 с.
- Наводнов В. Г., Геворкян Е. Н., Мотова Г. Н., Петропавловский М. В. Комплексная оценка высших учебных заведений: Учеб. пос. — Москва — Йошкар-Ола: Научно-информационный центр государственной аккредитации, 2001. — 192 с.
- Болотов В. А., Наводнов В. Г., Мотова Г. Н., Сарычева Т. В. О проекте "Лучшие образовательные программы инновационной России // Высшее образование сегодня. — 2013. — № 4. — С. 5-13.
- Наводнов В. Г. Федеральный интернет-экзамен: квалиметрия бакалавриата // Аккредитация в образовании. — 2015. — № 1(77). — С. 7-12.
- В. А. Болотов, Г. Н. Мотова, В. Г. Наводнов, О. Е. Рыжакова. О новом концептуальном подходе к выбору лучших образовательных программ // Высшее образование в России. 2016. № 11. С. 5-16.
- Наводнов В. Г., Рыжакова О. Е. Рейтинг «Первая миссия» создан по итогам проекта «Лучшие образовательные программы инновационной России» // Аккредитация в образовании. — 2018. — № 7(107). — С. 50-64.
- Наводнов В. Г., Мотова Г. Н., Рыжакова О. Е. Сравнение международных рейтингов и результатов российского Мониторинга эффективности деятельности вузов по методике анализа лиг //Вопросы образования, 2019. — № 3. — С.130-151.
- Болотов В. А., Мотова Г. Н., Наводнов В. Г., Рыжакова О. Е. Как сконструировать национальный агрегированный рейтинг? // Высшее образование в России, 2020. — № 1. — С.9-24.
- Болотов В. А., Мотова Г. Н., Наводнов В. Г. Глобальный агрегированный рейтинг вузов: российский след // Высшее образование в России. 2021. Т. 30. № 3. С. 9-25.